# Villavieja (Álava)
Villavieja es un despoblado que actualmente forma parte del concejo de Labraza, que está situado en el municipio de Oyón, en la provincia de Álava, País Vasco (España).

## Toponimia
A lo largo de los siglos ha sido conocido también con el nombre de Vieilla Vieja.

## Historia
Documentado desde el siglo XIV, en 1677 estaba ya despoblado, siendo derruidos sus restos en 1838.
A los pies del castillo, por el norte, se extendía la antigua villa medieval Villavieja, (también llamada Portiella o Portilla de Ibda), protegida por unos imponentes estratos verticales de roca caliza que se complementan al este y oeste por sendas murallas de fábrica, en las cuales se abrían varias puertas de entrada. Actualmente se encuentra despoblada y en su interior apenas se reconocen las ruinas de la primitiva iglesia y de diversas terrazas agrícolas construidas tras el abandono de la villa en el siglo XVI.